# Rumania en la Copa Mundial de Rugby de 1987
La Selección de rugby de Rumania fue uno de los 16 participantes de la Copa Mundial de Rugby de 1987 que se realizó en Nueva Zelanda.
Fue la primera participación de los Robles en la Copa Mundial de Rugby.

## Plantel
| Nombre                | Posición       | Club                         |
| --------------------- | -------------- | ---------------------------- |
| Vasile Ilcă           | hooker         | CS Universitatea Cluj-Napoca |
| Emilian Grigore       | hooker         | RCJ Farul Constanța          |
| Ion Bucan             | pilar          | CS Dinamo București          |
| Florea Opriș          | pilar          | RCJ Farul Constanța          |
| Gheorghe Leonte       | pilar          | CS Dinamo București          |
| Vasile Pașcu          | pilar          | RC Grivița                   |
| Gheorghe Dumitru      | segunda línea  | RCJ Farul Constanța          |
| Nicolae Vereș         | segunda línea  | CS Dinamo București          |
| Cristian Raducanu     | segunda línea  | CS Dinamo București          |
| Laurențiu Constantin  | segunda línea  | CSA Steaua București         |
| Haralambie Dumitraș   | ala            | Contactoare Buzău            |
| Florică Murariu       | ala            | CSA Steaua București         |
| Emilian Necula        | ala            | RCJ Farul Constanța          |
| Ștefan Constantin     | ala            | RCJ Farul Constanța          |
| Mircea Paraschiv (c.) | medio scrum    | CSA Steaua București         |
| Teodor Coman          | medio scrum    | CSA Steaua București         |
| Dumitru Alexandru     | medio apertura | CSA Steaua București         |
| Romeo Bezușcu         | medio apertura | RCJ Farul Constanța          |
| Adrian Lungu          | centro         | CS Dinamo București          |
| Ștefan Tofan          | centro         | CS Dinamo București          |
| Adrian Tinca          | centro         | RCJ Farul Constanța          |
| Vasile David          | centro         | CSA Steaua București         |
| Marcel Toader         | wing           | CSA Steaua București         |
| Adrian Pllotschi      | Wing           | CSA Steaua București         |
| Liviu Hodorcă         | wing           | RCJ Farul Constanța          |
| Alexandru Marin       | zaguero        | RC Grivița                   |
| Vasile Ion            | zaguero        | RCJ Farul Constanța          |

## Participación

### Grupo D
| Equipo   | Jug. | Gan. | Emp. | Perd. | A favor | En contra | Puntos |
| -------- | ---- | ---- | ---- | ----- | ------- | --------- | ------ |
| Francia  | 3    | 2    | 1    | 0     | 145     | 44        | 5      |
| Escocia  | 3    | 2    | 1    | 0     | 135     | 69        | 5      |
| Rumania  | 3    | 1    | 0    | 2     | 61      | 130       | 2      |
| Zimbabue | 3    | 0    | 0    | 3     | 53      | 151       | 0      |
| 23 de mayo de 1987 | Rumania                                            | 21 – 20 (3-11) | Zimbabue                                              | Eden Park, Auckland,                                                 |                                                                      |
|                    | Tries: Paraschiv Toader Hodorca Pen: Alexandru (3) |                | Tries: , Tsimba Neill Con: Ferreira Pen: (2) Ferreira | Asistencia: 4500 espectadores Árbitro(s): Stephen Hilditch (Irlanda) | Asistencia: 4500 espectadores Árbitro(s): Stephen Hilditch (Irlanda) |

| 28 de mayo de 1987 | Francia                                                                                             | 55 – 12 (12-12) | Rumania          | Athletic Park, Wellington,                                        |                                                                   |
|                    | Tries: Lagisquet , Charvet , Sella Andrieu Camberabero Erbani Laporte Con: Laporte (8) Pen: Laporte |                 | Pen: (4) Bezuscu | Asistencia: 7000 espectadores Árbitro(s): Bob Fordham (Australia) | Asistencia: 7000 espectadores Árbitro(s): Bob Fordham (Australia) |

| 2 de junio de 1987 | Rumania                                                           | 28 – 55 (7-33) | Escocia                                                                          | Carisbrook, Dunedin,                                                   |                                                                        |
|                    | Tries: Murariu , Toader Con: Alexandru Ion Pen: Alexandru (3) Ion |                | Tries: , Jeffrey , Tait , Hastings Duncan Tukalo Con: (8) Hastings Pen: Hastings | Asistencia: 14.000 espectadores Árbitro(s): Stephen Hilditch (Irlanda) | Asistencia: 14.000 espectadores Árbitro(s): Stephen Hilditch (Irlanda) |